# Alfred Hayes (Bankmanager)
Alfred Hayes (* 4. Juli 1910 in Ithaca, New York; † 21. Oktober 1989 in New Canaan, Connecticut) war ein amerikanischer Bankmanager und Experte für internationales Finanzwesen. Von 1956 bis 1975 war Hayes Präsident der Federal Reserve Bank of New York.
Alfred Hayes besuchte das Harvard College, bevor er nach Yale wechselte, wo er einen Bachelor of Arts in Chemie erwarb. Anschließend studierte er ein Jahr an der Harvard Business School und besuchte dann mit einem Rhodes-Stipendium das New College in Oxford. Dort studierte er Volkswirtschaftslehre.
1933 wurde Hayes Analyst in der Investmentabteilung der City Bank Farmers Trust Co. 1940 wechselte er in die Abteilung für verzinsliche Wertpapiere der National City Bank. Zwei Jahre später wurde er stellvertretender Geschäftsführer der Investmentabteilung der New York Trust Co. Während des Zweiten Weltkrieges diente Hayes als Leutnant der United States Navy zwei Jahre in Washington, D.C. und in Rom im Büro für die Finanzplanung der Militärregierung und später im Büro des Foreign Liquidation Commissioner. Nach dem Krieg kehrte Hayes zum New York Trust zurück, wo er stellvertretender Vizepräsident wurde. Von 1949 bis 1955 amtete Hayes als Vizepräsident im Auftrag der Auslandsabteilung des Trusts.
Hayes’ Karriere erreichte ihren wichtigsten Punkt in der Zeit von 1956 bis 1975, als er Präsident der Federal Reserve Bank of New York war. Als Hayes 1964 vor dem House Banking Committee erschien, sagte Wright Patman, ein entschiedener Gegner des Federal Reserve System, zu Hayes: „Sie können Ihr Veto gegen absolut alles, was der Präsident tut, einlegen. Sie haben die Macht, Ihr Veto gegen den Kongress einzulegen, und genau das haben Sie getan. Sie gehen zu weit.“ Hayes’ Nachfolger war Paul Volcker.
Nachdem er die Federal Reserve verlassen hatte, amtete Hayes als Vorsitzender von Morgan Stanley Capital International (MSCI). Er trat 1981 in den Ruhestand.